# 第二屆莫里遜內閣
第二屆莫里遜內閣是澳洲聯邦政府的第72屆內閣，由自由黨和國家黨聯合籌組，並由澳洲總理兼自由黨黨魁斯科特·莫里森領導。 在2019年澳洲聯邦大選之後，第二屆莫里遜內閣接替了第一屆莫里遜内閣。 該内閣於2019年5月26日宣布成立，並於5月29日宣誓就職。

## 成員
| 職務                                                 | 部門首長姓名                         | 所屬政黨         | 所屬國會 | 任期                          |
| ---------------------------------------------------- | ------------------------------------ | ---------------- | -------- | ----------------------------- |
| 内閣部長                                             |                                      |                  |          |                               |
| 總理                                                 | 斯科特·莫里遜                        | 自由黨（黨魁）   | 眾議院   | 2018年8月24日-                |
| 副總理 暨基建、運輸及地區發展部長                    | 麥克·麥科米克                        | 國家黨（黨魁）   | 眾議院   | 2018年2月26日-2021年6月22日   |
| 副總理 暨基建、運輸及地區發展部長                    | 巴納比·喬伊斯                        | 國家黨（黨魁）   | 眾議院   | 2021年6月22日-                |
| 財政部長                                             | 喬許·弗萊登伯格                      | 自由黨（副黨魁） | 眾議院   | 2018年8月24日-                |
| 地區服務、體育、地方政府及權力下放部長               | 布麗奇特·麥堅時 （Bridget McKenzie） | 國家黨（副黨魁） | 參議院   | 2017年12月20日-2020年2月2日   |
| 財政及公共服務部長 暨聯邦行政會議副主席 暨參議院領袖 | 馬提亞斯·科爾曼                      | 自由黨           | 參議院   | 2018年8月28日 -2020年10月30日 |
| 財政及公共服務部長 暨聯邦行政會議副主席 暨參議院領袖 | 西蒙·伯明罕                          | 自由黨           | 參議院   | 2020年10月30日-               |
| 原住民事務部長                                       | 奈格爾·斯卡良                        | 國家黨           | 參議院   | 2013年9月18日-                |
| 國防部長                                             | 克里斯多福·派恩                      | 自由黨           | 眾議院   | 2018年8月28日-2019年5月26日   |
| 國防部長                                             | 琳達·雷諾茲                          | 自由黨           | 參議院   | 2019年5月29日-2021年3月30日   |
| 國防部長                                             | 彼德·達頓                            | 自由黨           | 眾議院   | 2021年3月30日-                |
| 眾議院領袖                                           | 克里斯多福·派恩                      | 自由黨           | 眾議院   | 2013年9月18日-2019年5月26日   |
| 眾議院領袖                                           | 克里斯蒂安·波特                      | 自由黨           | 眾議院   | 2019年5月26日-                |
| 國防工業部長                                         | 史蒂文·喬博                          | 自由黨           | 眾議院   | 2018年8月28日-                |
| 外交部長                                             | 馬里斯·佩恩                          | 自由黨           | 參議院   | 2018年8月28日-                |
| 總檢察長                                             | 克里斯蒂安·波特                      | 自由黨           | 眾議院   | 2017年12月20日-2021年3月30日  |
| 總檢察長                                             | Michaelia Cash                       | 自由黨           | 參議院   | 2021年3月30日-                |
| 參議院副領袖 暨貿易、旅遊及投資部長                  | 西蒙·伯明罕                          | 自由黨           | 參議院   | 2018年8月28日-2020年10月30日  |
| 參議院副領袖 暨貿易、旅遊及投資部長                  | Michaelia Cash                       | 自由黨           | 參議院   | 2020年10月30日-               |
| 內政部長                                             | 彼德·達頓                            | 自由黨           | 眾議院   | 2018年8月28日-2021年3月30日   |
| 內政部長                                             | 卡倫·安德魯斯                        | 自由黨           | 眾議院   | 2021年3月30日-                |
| 能源部長                                             | 安格斯·泰勒                          | 自由黨           | 眾議院   | 2018年8月28日-                |
| 工業、科學與科技部長                                 | 卡倫·安德魯斯                        | 自由黨           | 眾議院   | 2018年8月28日-2021年3月30日   |
| 工業、科學與科技部長                                 | 克里斯蒂安·波特                      | 自由黨           | 眾議院   | 2021年3月30日-                |